# Natamycin
Natamycin (někdy pimaricin) je přírodní antimykotikum vytvářené bakteriemi Streptomyces natalensis, S. gilvosporeus, S. chattanoogensis, S. lydicus a dalšími. Je to makrolidové antimykotikum používané k léčbě keratitidy. Je účinné zejména při infekcích rohovky způsobených plísněmi Fusarium.
V potravinářství se používá jako protiplísňový konzervant sýrů i uzenin, aplikuje se jako sprej nebo prášek na celé, dělené nebo měkké sýry, případně na voskový obal některých sýrů. Jako přídatná látka je označována kódem E 235.